# 韋弘 (演員)
韋弘（1937年—2010年），原名吳東如，台灣出生，在台灣演出時藝名為吳彬，後在香港發展，改為現名，並成為邵氏兄弟旗下演員，1971年在香港主演電影《蕭十一郎》，其餘大多演反派為主，因在邵氏未有很好的發展，在80年代轉投呂奇電影公司旗下演員。在80年代尾回台灣大多以客串形式在電視和電影演出，在2010年因肝硬化在香港廣華醫院病逝。